# Assalto à Prosegur no Paraguai

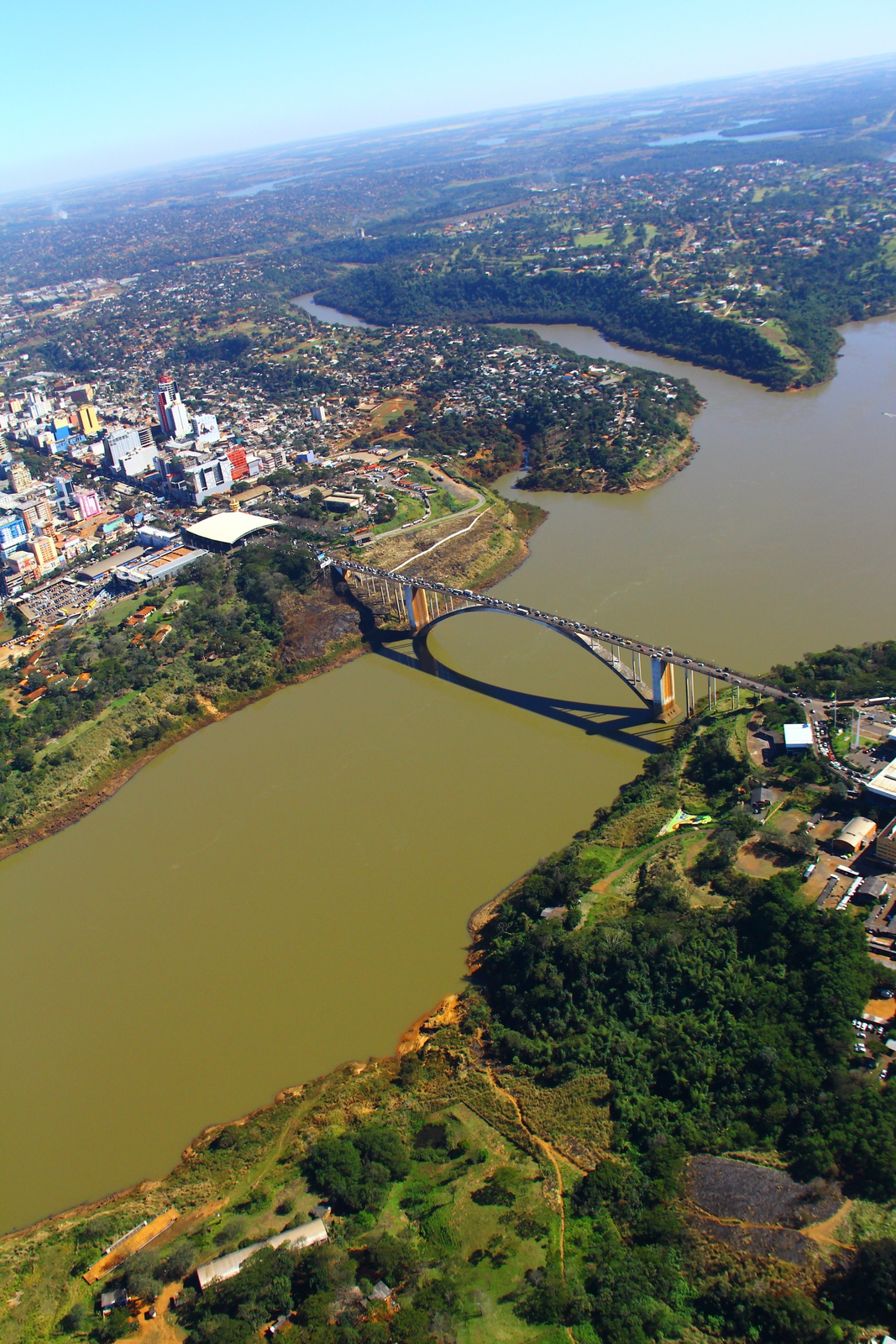
Ponte Internacional da Amizade, principal ligação rodoviária entre o Brasil e o Paraguai, e rota de fuga de parte dos assaltantes.

O Assalto à Prosegur no Paraguai', também conhecido como o Roubo do Século no Paraguai, foi um mega-assalto à sede da empresa de transporte de valores Prosegur na Cidade do Leste, capital do departamento de Alto Paraná, no Paraguai. Ocorreu na madrugada de 24 de abril de 2017 e é considerado o maior assalto da história do Paraguai. Perpetrado por um grupo de aproximadamente 50 a 60 criminosos, na sua maioria brasileiros ligados ao Primeiro Comando da Capital (PCC), o assalto envolveu o uso de armamento pesado, explosivos e táticas militares, resultando na morte de um policial e no roubo de milhões de dólares.
Estimativas iniciais divulgadas pela imprensa apontavam que os assaltantes teriam levado cerca de 40 milhões de dólares estadunidenses (aproximadamente 37 milhões de euros na época), valor equivalente a algo entre 120 e 125 milhões de reais brasileiros. Contudo, a Prosegur informou posteriormente à Promotoria Paraguaia que o montante roubado foi de US$ 11.720.255 (onze milhões, setecentos e vinte mil, duzentos e cinquenta e cinco dólares). A própria empresa, em balanço posterior, indicou um valor um pouco menor, na casa dos 8 milhões de dólares.
O modus operandi dos assaltantes, o armamento utilizado, a rota de fuga em direção ao Brasil e as prisões subsequentes rapidamente apontaram para a autoria do PCC. O evento expôs a crescente audácia e capacidade operacional de facções criminosas brasileiras em território paraguaio.

## Contexto

### Localidade: Ciudad del Este e a Tríplice Fronteira
O assalto ocorreu na sede da Prosegur em Cidade do Leste, a segunda maior cidade do Paraguai e um importante centro comercial localizado na Tríplice Fronteira entre Argentina, Brasil e Paraguai. Esta região é historicamente conhecida por intenso comércio, tanto legal quanto ilegal, incluindo contrabando, tráfico de drogas, tráfico de armas e lavagem de dinheiro. A porosidade das fronteiras e a presença de diversas organizações criminosas tornam a área um desafio para as forças de segurança dos três países. A infraestrutura logística da região, incluindo a Ponte Internacional da Amizade que liga Ciudad del Este a Foz do Iguaçu no Brasil, facilita tanto o comércio legítimo quanto a movimentação de grupos criminosos.
Relatórios indicam que a fragilidade institucional e a corrupção sistêmica no Paraguai criaram um ambiente propício para a expansão de facções como o PCC.

### Prosegur S.A.
A Prosegur Compañía de Seguridad, S.A. é uma multinacional espanhola que oferece serviços de segurança privada, incluindo logística de valores e gestão de numerário, transporte de bens valiosos, e tecnologia de segurança. A empresa opera em diversos países da América Latina, Europa, Ásia e Oceania. A Prosegur era líder de mercado no Paraguai em 2015. Embora a empresa afirme possuir rigorosos protocolos de segurança e treinamento, e que nenhum de seus funcionários foi ferido no assalto de Ciudad del Este devido à eficácia de suas medidas, a magnitude e o sucesso da invasão à sua sede em Ciudad del Este demonstraram a capacidade dos criminosos de superar as defesas existentes.

### Primeiro Comando da Capital (PCC) no Paraguai
O Primeiro Comando da Capital (PCC), originado no sistema prisional de São Paulo na década de 1990, expandiu significativamente suas operações para além das fronteiras brasileiras, estabelecendo uma presença forte no Paraguai. Este movimento é parte do chamado "Projeto Paraguai" da facção, que visa controlar rotas estratégicas de tráfico de drogas e armas, além de utilizar o país como base logística e refúgio para seus membros.
Antes de 2017, o PCC já estava envolvido em diversas atividades criminosas no Paraguai, incluindo o assassinato de Jorge Rafaat Toumani, um poderoso traficante da fronteira, em 2016, o que consolidou o poder da facção na região. A facção se tornou uma força dominante no submundo paraguaio, superando grupos criminosos locais e outras facções brasileiras rivais, como o Comando Vermelho (CV). O assalto à Prosegur é considerado um dos ápices dessa demonstração de força e capacidade logística do PCC em solo estrangeiro.

## O Assalto

### Planejamento e Preparação
O assalto foi resultado de um planejamento meticuloso, característico das grandes operações do PCC. Relatos indicam que os criminosos realizaram extenso reconhecimento da área, incluindo o uso de um drone para mapear a sede da Prosegur e as rotas de fuga. Os criminosos alugaram casas na região de Ciudad del Este para servirem de base e esconderijo de armas e explosivos. A escolha de Ciudad del Este deveu-se à sua proximidade com a fronteira brasileira, facilitando a fuga, e ao grande volume de dinheiro movimentado na região.

### Cronologia eModus Operandi
Na madrugada do dia 24 de abril de 2017, por volta das 00h30 (algumas fontes citam entre 01h00 e 02h00), o grupo, composto por cerca de 50 a 60 homens fortemente armados, iniciou o ataque. Para garantir o sucesso da operação e impedir a reação policial, os criminosos executaram uma série de ações coordenadas:
- Bloqueio de Acessos: Múltiplos veículos (cerca de 15[3]) foram incendiados em pontos estratégicos da cidade para bloquear ruas e avenidas que levavam à sede da Prosegur e à Chefatura de Polícia de Alto Paraná.[1][3]
- Ataque à Polícia: A sede da Chefatura de Polícia foi atacada com tiros para intimidar e imobilizar as forças policiais.[19]
- Uso de Snipers: Atiradores de elite foram posicionados em locais estratégicos para dar cobertura aos invasores e impedir a aproximação da polícia.[3]
- Tomada de Reféns: Civis que passavam pelo local foram feitos reféns e usados como escudos humanos durante a progressão e a fuga inicial.[3]
- Veículos Blindados: Os assaltantes utilizaram diversos veículos, incluindo caminhonetes blindadas, para transporte e confronto.[13]

O confronto e a ação dentro da Prosegur duraram aproximadamente três horas.

### Armamento e Explosivos
Os criminosos empregaram um arsenal de guerra, demonstrando alto poder de fogo. Foram utilizadas:
- Fuzis de assalto: Diversos calibres, incluindo AK-47 e AR-15.[19]
- Fuzis de precisão e anti-material: Incluindo fuzis calibre .50, como o AR-50 A2, capazes de perfurar blindagens e derrubar aeronaves.[20]
- Metralhadoras: Possivelmente metralhadoras antiaéreas foram usadas ou estavam em posse do grupo.[19]
- Granadas e Explosivos: Grande quantidade de dinamite e outros tipos de explosivos (estimativas mencionam ao menos sete quilos[20]) foi usada para demolir paredes da Prosegur e acessar o cofre.[3]

### Ataque ao Edifício da Prosegur
O grupo sitiou o edifício da Prosegur e, utilizando explosivos, demoliu parte da fachada e paredes internas para alcançar a área dos cofres. Relatos indicam que ao menos um dos três cofres principais foi arrombado. A precisão e a força das explosões indicam conhecimento técnico e planejamento detalhado.

### Vítimas e Danos Materiais
Durante o assalto, o Suboficial Primero Sabino Ramón Benítez, agente do Grupo Especial de Operaciones (GEO) da Polícia Nacional do Paraguai, foi morto em confronto. Fontes indicam que ele estava de guarda ou nas proximidades da empresa e foi surpreendido pelos criminosos. Outros policiais e civis também ficaram feridos durante os confrontos e explosões. Nenhum funcionário da Prosegur foi morto ou gravemente ferido.
Os danos materiais foram extensos: a sede da Prosegur ficou parcialmente destruída, dezenas de veículos foram incendiados nas ruas e estabelecimentos próximos também sofreram danos devido às explosões e tiroteios.

## A Fuga

### Rota e Confrontos Iniciais no Brasil
Após o roubo, o grupo fugiu em direção ao Brasil, cruzando o Rio Paraná em lanchas rápidas, provavelmente nas imediações do Lago de Itaipu. Durante a fuga em território paraguaio, os criminosos espalharam "miguelitos" (ouriços metálicos) para furar pneus de viaturas policiais.
Ao chegarem ao lado brasileiro, na zona rural de Itaipulândia, oeste do estado do Paraná, parte do grupo foi interceptada por forças policiais brasileiras (Polícia Federal, Polícia Rodoviária Federal, Polícia Militar do Paraná e Polícia Civil) por volta do meio-dia de 24 de abril. Houve intensos confrontos que se estenderam pela região.
Por volta das 14h, um novo tiroteio ocorreu próximo à cidade de São Miguel do Iguaçu, também no Paraná. Outro confronto significativo aconteceu na localidade de Três Lagoas, distrito de Foz do Iguaçu.
Durante essas operações de perseguição e confronto no Brasil:
- Pelo menos três assaltantes foram mortos.[10][23]
- Cerca de 15 suspeitos foram presos nos dias seguintes.[23][24]
- Parte do dinheiro roubado foi recuperada (ver #Aspectos Financeiros).
- Armas pesadas (fuzis, metralhadoras), explosivos, coletes à prova de balas e veículos utilizados na fuga foram apreendidos.[23] Quatro lanchas foram encontradas abandonadas.[18]

Nenhum policial brasileiro foi morto nos confrontos diretos com os assaltantes em fuga.

## Investigações Policiais e Cooperação Internacional

### Resposta Imediata e Investigações no Paraguai
Imediatamente após o assalto, as autoridades paraguaias, incluindo a Polícia Nacional e o Ministério Público, iniciaram as investigações. Foi formado um comitê de crise e solicitado apoio internacional, especialmente ao Brasil e Argentina. Contudo, as investigações e processos judiciais no Paraguai avançaram lentamente em comparação com o Brasil, gerando críticas sobre a eficácia do sistema de justiça paraguaio em lidar com o crime organizado transnacional.

### Investigações no Brasil
A Polícia Federal do Brasil desempenhou um papel central na investigação, especialmente após a fuga dos criminosos para o território brasileiro. A rápida resposta das forças de segurança brasileiras resultou em prisões e na recuperação de parte do dinheiro e do arsenal. A análise de material genético (DNA) coletado em uma das casas usadas como base pelos criminosos em Ciudad del Este, bem como em objetos deixados para trás durante a fuga e nos corpos dos assaltantes mortos, foi crucial para identificar e vincular diversos suspeitos ao crime. Pelo menos 30 perfis genéticos distintos foram identificados, indicando a magnitude do grupo envolvido.

### Cooperação Internacional
A cooperação entre as polícias e ministérios públicos do Paraguai, Brasil e Argentina foi ativada através de canais como o Comando Tripartite da Tríplice Fronteira. Essa colaboração foi essencial para o intercâmbio de informações de inteligência, identificação de suspeitos e rastreamento de rotas de fuga e movimentação financeira. No entanto, a complexidade e a natureza transnacional do crime, juntamente com desafios burocráticos e de soberania, impuseram dificuldades à coordenação.

## Desdobramentos Judiciais

### No Brasil
A justiça brasileira foi mais célere em processar e condenar os envolvidos capturados em seu território. Diversos suspeitos foram presos e julgados pela Justiça Federal do Paraná. Alguns dos condenados incluem:
- Alcides Gimenes, Paulo César de Oliveira, João Paulo Gimenes e Jonatan Gimenes (presos em Foz do Iguaçu).[27]
- Em 2018, o Tribunal Regional Federal da 4ª Região (TRF4) confirmou a condenação de um grupo, com penas que variaram. Por exemplo, José Roberto Alves dos Santos' (conhecido como "Boca") foi condenado a 30 anos, 10 meses e 15 dias de reclusão. Outros condenados nesse processo foram José Luiz Cardoso de Siqueira, Fernando Nascimento de Oliveira, Marcelo da Silva, Marcos José de Lima, César Vinícius de Lima, Elvis Riola de Andrade(conhecido como "Cantor", ex-diretor da escola de samba Gaviões da Fiel) eValdecir de Lima.[28]
- Regis Fred Souza, apontado como um dos mentores, foi preso no Brasil em 2021.[4]
- Ao todo, pelo menos oito pessoas foram condenadas no Brasil por envolvimento direto no assalto.[4] No entanto, houve casos de suspeitos que foram absolvidos ou tiveram suas prisões revogadas por falta de provas suficientes em fases posteriores do processo, como um grupo de cinco suspeitos liberados por um juiz em Foz do Iguaçu em 2017.[29]

### No Paraguai
Em contraste com o Brasil, o sistema judicial paraguaio enfrentou críticas pela lentidão e pelos poucos resultados concretos. Quatro anos após o mega-assalto, apenas duas pessoas estavam formalmente processadas no Paraguai:
- Néstor Ariel Palma Bustamante: Argentino, apontado como o responsável pela logística do grupo em Ciudad del Este, incluindo o aluguel da casa que serviu de base. Ele foi extraditado do Brasil para o Paraguai.
- Alcides Acosta Maidana: Paraguiaio, acusado de dar apoio logístico.

A falta de mais condenações no Paraguai levantou debates sobre a impunidade e a capacidade do Estado paraguaio de enfrentar organizações criminosas de grande porte como o PCC.

## Aspectos Financeiros

### Montante Roubado
As estimativas iniciais sobre o valor roubado variaram drasticamente. Logo após o assalto, a imprensa e algumas autoridades paraguaias especularam cifras que chegavam a US$ 40 milhões. Essa estimativa inicial, se confirmada, faria do roubo um dos maiores da história da América Latina.
No entanto, dias depois, a Prosegur apresentou um relatório oficial à Promotoria Paraguaia, detalhando que o montante exato levado pelos criminosos foi de US$ 11.720.255 (onze milhões, setecentos e vinte mil, duzentos e cinquenta e cinco dólares). Representantes da empresa também mencionaram um valor em torno de US$ 8 milhões à imprensa local.

### Montante Recuperado
Durante as perseguições e prisões realizadas no Brasil, as autoridades policiais conseguiram recuperar uma parte do dinheiro roubado. Nas primeiras 48 horas após o assalto, foram recuperados:
- Cerca de R$ 4,5 milhões (aproximadamente US$ 1,4 milhão na cotação da época) em espécie.[23]
- Aproximadamente US$ 120.000 e G$ 220 milhões (Guaranis).[30]

Outras fontes consolidam o valor recuperado em cerca de US$ 1,5 milhão ou um total que, somando diferentes moedas, se aproximaria de US$ 2,9 a US$ 3 milhões. A maior parte do dinheiro roubado nunca foi encontrada.

### Prejuízos e Impacto na Prosegur
Além do valor em espécie roubado, a Prosegur sofreu prejuízos significativos com a destruição parcial de sua sede em Ciudad del Este, danos a veículos blindados e outros ativos. Informações detalhadas sobre os custos de reparo, perdas cobertas por seguro ou mudanças específicas nos protocolos de segurança implementadas pela Prosegur no Paraguai ou regionalmente como resultado direto deste evento não foram amplamente divulgadas publicamente pela empresa em seus relatórios anuais.

## Impacto e Repercussão

### Na Mídia
O assalto ganhou ampla cobertura da mídia nacional e internacional, sendo rapidamente apelidado de "Roubo do Século" no Paraguai. A audácia, a violência empregada, o armamento pesado e a complexidade da operação chamaram a atenção para a crescente influência do PCC na região da Tríplice Fronteira.
Em 2023, a Netflix lançou a série de ficção DNA do Crime, inspirada em eventos reais, incluindo o mega-assalto à Prosegur em Ciudad del Este e as subsequentes investigações da Polícia Federal brasileira, com foco no uso de evidências de DNA para solucionar crimes transfronteiriços complexos.

### Na Segurança Pública
O evento serviu como um alerta contundente sobre a capacidade operacional e a sofisticação de organizações criminosas como o PCC atuando em solo paraguaio e na região de fronteira. Expôs vulnerabilidades nas forças de segurança e a necessidade de maior investimento em inteligência, equipamentos e cooperação transnacional para combater o crime organizado. Embora não haja registros públicos de políticas de segurança específicas ou forças-tarefa criadas exclusivamente em resposta a este único evento, ele certamente contribuiu para um maior escrutínio sobre a segurança na Tríplice Fronteira e para discussões sobre a necessidade de fortalecer as instituições paraguaias.

### Marco no Crime Organizado
O assalto à Prosegur em Ciudad del Este é frequentemente citado como um exemplo emblemático da tática de "novo cangaço" ou "domínio de cidades", exportada por facções brasileiras. Essa tática envolve o uso de um grande número de criminosos, armamento pesado, explosivos, cerco a cidades pequenas ou médias, ataques simultâneos a forças de segurança e empresas de transporte de valores, e uma fuga cinematográfica. O evento destacou a evolução dessas táticas e sua aplicação em contextos transnacionais.

### Consequências para o PCC
Apesar da prisão e morte de vários membros envolvidos no assalto, o PCC demonstrou sua capacidade de planejar e executar operações de altíssima complexidade em território estrangeiro. O evento, embora tenha resultado em perdas para a célula específica envolvida, pode ter servido para reforçar a reputação de audácia e poder da facção no submundo do crime sul-americano. As investigações subsequentes e a pressão policial podem ter levado a uma reestruturação temporária das operações do PCC no Paraguai, mas a presença e influência da facção no país continuaram a ser um desafio significativo para as autoridades.